# Mistrzostwa Europy w Biegach Górskich 2003
2. Mistrzostwa Europy w Biegach Górskich – zawody lekkoatletyczne, które rozegrano 7 lipca 2003 w Trydencie.

## Rezultaty

### Mężczyźni
| Konkurencja:     | 1. miejsce    | Rezultat | 2. miejsce     | Rezultat | 3. miejsce      | Rezultat |
| Bieg seniorów    | Marco Gaiardo | 1:06:05  | Helmut Schmuck | 1:07:13  | Róbert Krupicka | 1:07:31  |
| Drużyna seniorów | Włochy        | 19 pkt.  | Słowacja       | 30 pkt.  | Czechy          | 39 pkt.  |

### Kobiety
| Konkurencja:     | 1. miejsce          | Rezultat | 2. miejsce   | Rezultat | 3. miejsce           | Rezultat |
| Bieg seniorek    | Catherine Lallemand | 43:48    | Angela Mudge | 44:01    | Antonella Confortola | 44:30    |
| Drużyna seniorek | Włochy              | 19 pkt.  | Czechy       | 39 pkt.  | Wielka Brytania      | 39 pkt.  |